# Котис I
Вижте пояснителната страница за други личности с името Котис.
Котис I (на старогръцки: Κότυς, Cotys I, Kotys I; теофорно име от Котито или Котис, тракийска богиня) е тракийски владетел, управлявал от 384 г. пр. Хр. до 360 г. пр. Хр. По сведения на Демостен, при възцаряването си, Котис получава златен венец и атинско гражданство. С него се свързва разцветът на Одриското царство.
Писмените извори не съобщават никаква информация за произхода или родословното дърво на Котис, както и за начина, по който идва на власт.
В началото на управлението си провежда проатинска политика. След като стабилизира властта си и предприема мерки за сближаване с владетелите на трибалите и гетите, той започва да води активна външна политика, в която използва гръцка наемна войска и командири. Отношенията с Атина обаче се обтягат след основаването на Втория Атински морски съюз през 377 г. пр.н.е. Атиняните поставят свой военен гарнизон в Абдера. Котис използва нападението на трибалите над града през 376 г. пр. Хр. и опитва да го покори, но градът е спасен с помощта на атиняните под водачеството на Хабрий.
През 365 г. пр. Хр. Котис нарушава съюза си с Атина и нахлува в Тракийския Херсонес, с което цели да разшири владенията си и да превърне държавата си в морска сила. Макар първоначално да е отблъснат с помощта на персийския сатрап Ариобарзан, окупирал Сестос, през 362 – 360 г. пр. Хр. Котис покорява полуострова с изключение на градовете Елайус, Сестос и Критоте, контролирани от атиняните. Все пак траките получават контрол върху егейското крайбрежие между териториите на гръцките градове. През 365 – 364 г. пр.н.е. натискът на тракийците става постоянна заплаха и сигурността на провлаците е застрашена. Устремът на Котис е спрян за известно време поради започнало в тила му въстание на Милтокит в Хиерон орос (дн. Текир даг) (361 г. пр. Хр.), като бунтът продължава почти година. Котис сломява съпротивата и потушава въстанието.
От декември 361 г. пр.н.е. битката за Тракийския Херсонес навлиза в решителна фаза. Тракийската заплаха е надвиснала над последните атински устои в Тракийския Херсонес, като действията на Котис I разстройват дълбоко Втория Атински морски съюз. Вероятно това е причината за извършеното убийство на Котис – в края на септември 360 г. пр. Хр. двама от съветниците му, братята Питон и Хераклид, жители на Енос, го нападат и убиват по време на пиршество в двореца. Предполага се, че убийството е организирано не без участието на Атина, тъй като при завръщането си в Атина те са обявени за почетни граждани и получават златни венци.
След смъртта на Котис в резултат на междуособици, в които вероятно участват и атиняните, Одриското царство се разделя на три части между сина му Керсеблепт, и другите двама претенденти за властта Амадок и Берисад. Враждата на тракийците с Атина подготвя и улеснява победата на Филип II, който не след дълго предприема военни действия в Тракия и я покорява.

## Памет
На Котис е наречена улица в квартал „Надежда IV“ в София (Карта).
Името на Котис I носи морският нос Котис на остров Ливингстън, Южни Шетлъндски острови, Антарктика.